# Гергана Брънзова
Гергана Брънзова е бивша българска баскетболистка, първата българка участвала в женския вариант на NBA – WNBA.

## Биография
Започва кариерата си в Нефтохимик, Бургас. През сезон 1993 – 94 е избрана за най-полезен играч в българската баскетболна лига, състезавайки се за ДЗУ Стара Загора, под ръководството на своя баща – Бойчо Брънзов. Учи в Международния университет на Флорида в периода 1994 – 98.
След като завършва университета е изтеглена да играе за Детройт Шок и става първата българка в WNBA. След престоя си в Детройт, играе за Рен (Франция), Астерас Екзархия (Гърция), Фенербахче (Турция), Мигросспор (Турция), Мерсин (Турция), Кошице (Словакия) и Бешикташ (Турция), където приключва и състезателната си кариера през 2010 г.
От 2003 до 2014 г. е омъжена за Харун Ерденай, с който имат 3 деца.
Успява успешно да се излекува от множествена склероза.
През 2015 г. издава личната си история в „Отвисоко на живота“, където споделя за диагнозата МС и начина, по който се справя с живота.
Създава платформата www.MindBodyOne1.com, където споделя полезна информация за чиста и добра храна за съзнание и тяло.
През 2017 г. издава наръчник за положителна промяна и за здраве отвътре навън „Съзнание и тяло в едно“.